# 腾讯文档
腾讯文档是腾讯的一款在线协作工具，支持多人实时编辑和查看文档，提供网页版、微信小程序、App和桌面版。
截至2024年，腾讯文档已累计拥有超过2亿月活跃用户，应用场景涵盖企业办公、团队协作、在线教育等多个领域。

## 特性
腾讯文档支持多种文档格式，包括文字、表格、幻灯片、PDF、收集表、思维导图、流程图等。
2024年4月22日，腾讯文档接入腾讯混元大模型，提供文本内容处理、函数公式生成、表格数据呈现、PPT生成及美化、收集结果自动分析、思维导图一键生成等多项功能。

## 争议
腾讯文档移动应用程序被新京报记者发现自动续费提醒不明显，且在Android上比iOS的退订流程更复杂。